# Ngữ tộc Slav
Ngữ tộc Slav là một nhóm ngôn ngữ thuộc nhánh Balto-Slavic lớn hơn của  ngữ hệ Ấn-Âu, xuất phát từ Đông Âu. Nhóm này bao gồm vào khoảng 20 ngôn ngữ và tập trung tại Đông Âu và Nga. Tuy đây là nhóm ngôn ngữ nhỏ về số lượng ngôn ngữ, nhưng lại có số người nói lớn.
Ước tính có khoảng 300 triệu người sử dụng 1 trong 20 ngôn ngữ Slav như tiếng mẹ đẻ, với khoảng 150 triệu người bản ngữ dùng tiếng Nga, 48,6 - 50,6 triệu người dùng tiếng Ba Lan và 47 triệu người dùng tiếng Ukraina.
Các nhà ngôn ngữ học chia nhóm này ra làm ba nhánh:
1. Nhánh miền Đông: điển hình là tiếng Nga, tiếng Belarus và tiếng Ukraina.
2. Nhánh miền Nam, bao gồm 2 nhóm nhỏ:
  - Nhóm Đông-Nam có tiếng Bulgaria, tiếng Macedonia và tiếng Slav Giáo hội cổ.
  - Nhóm Tây-Nam có tiếng Serbia-Croatia và tiếng Slovenia. Nhóm tiếng Serbia-Croatia lại gồm tiếng Serbia, tiếng Croatia, tiếng Bosnia và tiếng Montenegro.
3. Nhánh miền Tây, bao gồm 3 nhóm nhỏ:
  - Nhóm Tiệp Khắc có tiếng Séc và tiếng Slovakia.
  - Nhóm Lekhite có tiếng Ba Lan và tiếng Kashubia.
  - Nhóm Sorb có tiếng Thượng Sorbia và tiếng Hạ Sorbia (hay tiếng Lusatia).